# Industrieel Museum Zeeland
Het Industrieel Museum Zeeland is een museum in de Zeeuws-Vlaamse plaats Sas van Gent. Op 27 juni 2015 opende het museum zijn deuren in de voormalige suikerloodsen van de Eerste Nederlandsche Coöperatieve Beetwortelsuikerfabriek aan de Westkade.
Het museum wil bezoekers een indruk van het productieproces van suikerbiet tot suiker bieden. Daarnaast biedt het museum een inzicht in de Zeeuwse industriële ontwikkeling vanaf het einde van de 19e eeuw en kijkt tevens naar de toekomst.

## Inventaris
- compound stoommachine van Van den Kerchove[4]